# Hjalmar Forsberg
Karl Viktor Hjalmar Forsberg, född 22 mars 1878 i Hjo, Skaraborgs län, död 3 april 1941 i Helsingborg, var en svensk kommunalpolitiker (socialdemokrat) i Helsingborgs stad. Han var ordförande för stadens drätselkammare 1920–1930 och dess stadsfullmäktige 1931–1941.

## Biografi
Forsberg föddes i Hjo som son till repslagarmästaren Johan Forsberg och dennes fru Mathilda (född Pettersson). Han tog folkskollärarexamen i Göteborg 1901 och fick samma år anställning vid folkskolorna i Helsingborg. Från 1922 var han överlärare vid Slottsvångsskolan i staden. Han kom att engagera sig i stadens politiska liv och valdes efter rösträttsreformen 1909 in i 1910 års stadsfullmäktige för Socialdemokraterna. Från 1914 kom han även att som första socialdemokrat bli ledamot av stadens drätselkammare. Efter den allmänna rösträttens införande till valet 1919 blev Socialdemokraterna det största partiet och Forsberg steg in som vice ordförande i stadsfullmäktige under Carl Johansson. Drätselkammaren behöll en borgerlig ordförande fram till 1920, då dåvarande ordföranden Harald Bergengren, begärde sig entledigad. Forsberg valdes därefter som ny ordförande. Valet 1919 blev starten för en lång period av oavbrutet socialdemokratiskt styre i staden och efter att Carl Johansson stigit ner som ordförande för stadsfullmäktige efterträdde Forsberg honom på posten. Edwin Berling efterträdde i sin tur Forsberg som drätselkammaren ordförande, dock med Forsberg som vice ordförande 1931 till 1932 och senare 2:e vice ordförande 1932 till 1941.
Under sin tid som politiskt aktiv i staden kom Forsberg att samla på sig en stor mängd förtroendeuppdrag och kommunala uppdrag. Han var från 1918 ledamot av ett flertal kommunala styrelser och nämnder, åren 1922 till 23 ordförande för pensionsnämnden. Han satt dessutom i styrelserna för Helsingborgs museum och Helsingborgs Stadsteater, i den sistnämnda som ordförande 1922. Han var mycket aktiv i skolfrågor och var från 1925 ledamot i folkskolestyrelsen. Han satt även i lokalstyrelsen för Högre allmänna läroverket för flickor (numera Olympiaskolan) och i styrelsen för Ebba Lundbergs läroverk. Andra styrelseuppdrag inkluderar direktionen för Sankta Maria sjukhem, styrelsen för Gåsebäcks barnhem, styrelsen för Sveriges stadsförbund och styrelsen för Ramlösa brunn AB. Han var också vice direktör för Skåne-Smålands Järnvägs AB samt delegat för Helsingborgs stad i Sydsvenska kraftaktiebolaget.
Som lärare utgav han Sveriges litteraturhistoria tillsammans med H. Henrikz, samt Hälsingborg : en hjälpreda vid hembygdsundervisningen. Han var fortfarande aktiv inom politiken när han avled 1941, vid en ålder av 63 år. Han efterträddes som stadsfullmäktiges ordförande av Edwin Berling och som 2:e vice ordförande i drätselkammaren av Otto Olsson. Han jordsattes på Nya kyrkogården i Helsingborg. Han är en av två fullmäktigeordförande i Helsingborg som fått en gata i staden uppkallad efter sig, Hjalmar Forsbergs gata invid Magnus Stenbocksskolan.